# 安德烈亚·丰代利
安德烈亚·丰代利（義大利語：Andrea Fondelli，1994年2月27日—），意大利男子水球运动员。他曾代表意大利国家队参加2016年夏季奥林匹克运动会水球比赛，结果获得一枚铜牌。